# Escola de Aplicação da Universidade Federal do Pará
A Escola de Aplicação da Universidade Federal do Pará (EAp) é uma instituição de educação infantil, ensino fundamental e médio pública federal brasileira, com sede em Belém, no Pará, subordinado à Universidade Federal do Pará (UFPA), sendo responsável por desenvolver o ensino, a pesquisa e a extensão em educação, além da oferta de campo de estágio junto à universidade. É um dos colégios de aplicação existentes em universidades federais brasileiras.

## História
Fundada em 7 de março de 1963 como a Escola Primária, pelo então reitor da instituição, José Rodrigues da Silveira Neto.
Em 1964 foi criado o Colégio Universitário com o objetivo de atender os alunos que alcançavam o 2º grau - à época conhecido como Ginásio de Aplicação.
Em 1975, a Escola Primária e o Centro Universitário foram unificados, originando, assim, o Núcleo Pedagógico Integrado, acrescentado como um local de estágio para os alunos de licenciatura da UFPA. Desde 2006, o NPI passou a ser Escola de Aplicação, unidade acadêmica especial com estrutura administrativa própria que desenvolve educação básica, configurando-se como campo de estágio voltado para a experimentação pedagógica.

## Formação institucional
- Conselho Escolar
- Diretoria
- Assessoria
- Divisão Administrativa
- Secretária
- Secretária Administrativa
- Secretária Acadêmica
- Coordenação Pedagógica
- Coordenações de Ensino
- Coordenação de Pesquisa e Extensão
- Coordenação de Estágio
- Coordenações de Disciplinas

## Educação infantil
- Objetivos Gerais da Educação Infantil:
  - Desenvolver uma auto-imagem;
  - Descobrir e conhecer progressivamente o próprio corpo;
  - Estabelecer vínculos afetivos e de troca com adultos e crianças;
  - Observar e explorar o ambiente;
  - Brincar;
  - Utilizar as diferentes linguagens;
  - Conhecer diferentes manifestações culturais.
- Princípios norteadores da Educação Infantil
  - Princípio Ético: autonomia, responsabilidade, solidariedade, respeito ao bem comum.
  - Princípio Políticos: direitos e deveres de cidadania, exercício da criticidade e respeito a ordem democrática.
  - Princípio Estético: sensibilidade, criatividade, ludicidade e qualidade e diversidade das manifestações artísticas e culturais.

## Ensino fundamental I
A Escola de Aplicação da Universidade Federal do Pará visa operacionalizar sua prática pedagógica com base na pluralidade metodológica. Nessa direção, as ideias da perspectiva sócio-histórica de Educação têm sido perseguidas como uma das formas de materializar o currículo em ação. Eixos como interdisciplinaridade, multiculturalismo, educação inclusiva são vertentes constitutivas do fazer pedagógico. Fazer que se realiza a partir da compreensão de que a busca de ações inovadoras é o princípio que deverá contribuir para formação de sujeitos críticos e autônomos.

## Ensino fundamental II
- Objetivos da Coordenação do Ensino Fundamental de 5ª à 8ª série:
  - Cumprir e fazer cumprir as determinações legais e regimentares do ensino;
  - Promover a integração entre os diferentes níveis de ensino;
  - Estabelecer contatos sempre que necessário, a fim de promover o perfeito entrosamento entre as coordenações;
  - Desenvolver entre docentes, discentes, técnicos administrativo e pais a proposta educativa da escola de aplicação, visando uma educação atual, moderna e contemporânea e uma disciplina consciente e cidadã, empenhando –se para uma gestão de qualidade;
  - Efetivar a lotação de professores em disciplinas e turmas e supervisionar o cumprimento da carga horária das disciplinas ou atividades relacionadas ao professor e alunos;
  - Promover atividades educativas que visem a capacitação docente e técnica-administrativa;
  - Administrar o uso e a manutenção do material didático, pedagógico e laboratorial relacionado ao ensino de sua responsabilidade;
  - Proceder anualmente um levantamento das necessidades de recursos humanos e materiais relativos ao ensino e encaminha-lo a direção para as devidas providencias;
  - Elaborar e submeter “a apreciação desta escola, em tempo hábil, o planejamento e o relatório de suas atividades”.

## Ensino médio
O Ensino Médio da Escola de Aplicação possui numerosas turmas. O ensino é norteado por um projeto de ação pedagógica impulsionado com ações que constituem uma estratégia unificada, baseada no princípio de que a educação é um processo longo e contínuo, no qual buscamos superar a tendência de agir episodicamente e com casuísmos.